# Café frappé

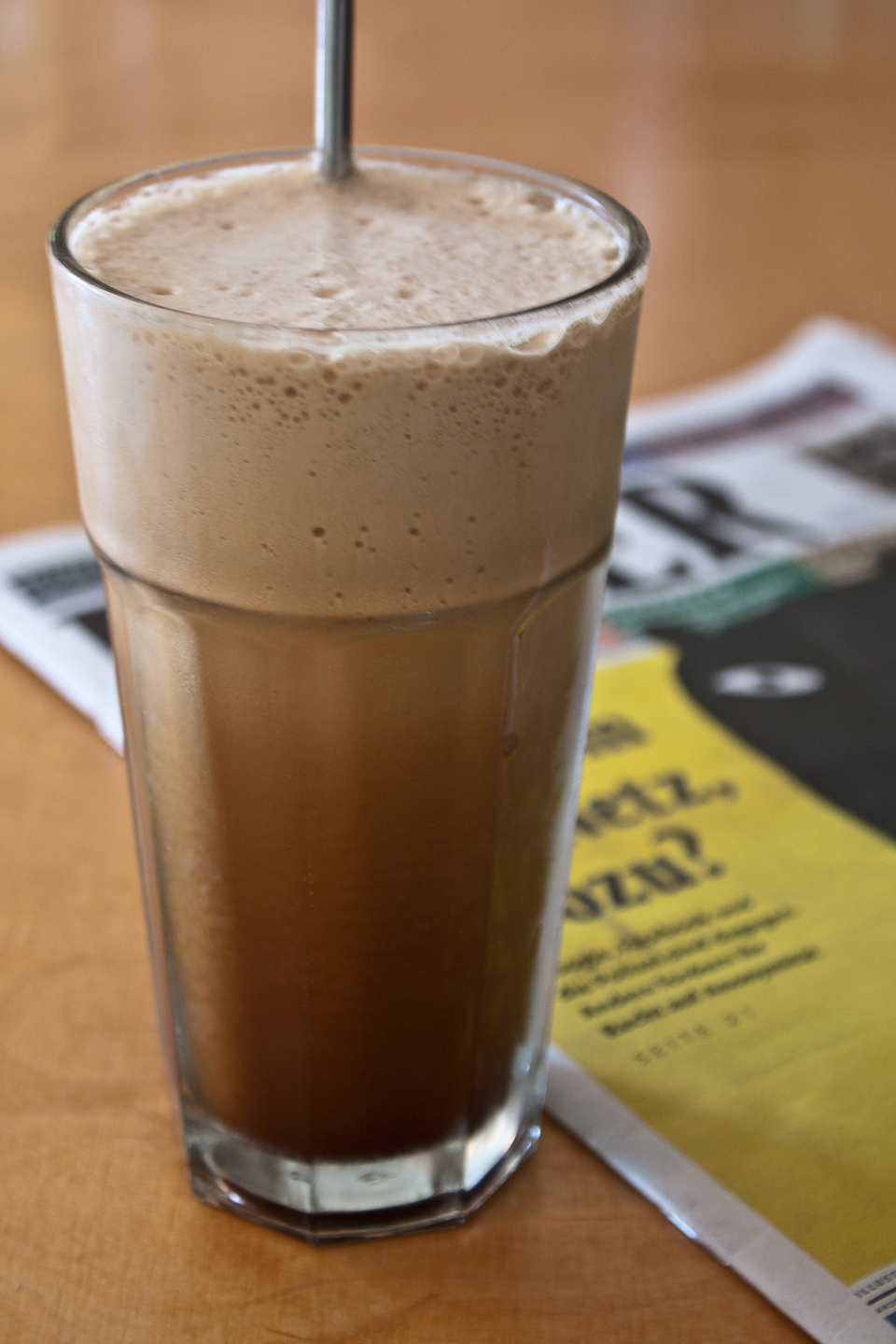
Café frappé

Café frappé (griechisch καφές φραπέ kafes frape), meist kurz Frappé genannt, ist ein Kaltgetränk aus durch Schütteln oder Mixen aufgeschäumtem sprühgetrocknetem Instantkaffee mit Eiswürfeln.
Er wird – wie Eiskaffee – meist im Sommer getrunken und ist im mediterranen Raum in Südosteuropa und in Südostasien verbreitet.

## Unterschied zu Eiskaffee
Café frappé unterscheidet sich von Eiskaffee dadurch, dass der Kaffee beim Café frappé durch Eiswürfel und beim Eiskaffee durch Kugeln von Vanille-Milcheis gekühlt wird. Allerdings gibt es auch Mischformen, bei denen zum Café frappé mit zerstoßenem Wassereis noch Kugeln aus Milcheis zugegeben werden. Diese Eiskaffee-Variante wird Café frappé pagoto, kurz Frappé Pagoto, genannt.

## Zubereitung

### Zubereitung im Cocktail-Shaker
Instantkaffee wird zusammen mit etwas kaltem Wasser und gegebenenfalls etwas Zucker in einem Cocktail-Shaker schaumig geschüttelt. Der aufgeschäumte Kaffee wird in ein hohes Glas gefüllt, Eiswürfel hinzugefügt und mit kaltem Wasser aufgefüllt. Nach Belieben kann frische Sahne oder Kondensmilch hinzugefügt werden.

### Zubereitung mit dem Frappeschäumer
Man füllt in ein hohes Glas je nach Geschmack Zucker und ein bis zwei Teelöffel sofort lösliches („Instant-“) Kaffeepulver. Darüber gießt man ein bis zwei fingerbreit Wasser und schlägt die Mischung mit einem Frappemixer/Milchschäumer schaumig steif. Anschließend füllt man das Glas wahlweise mit zerstoßenem Eis bzw. Eiswürfeln, kaltem Wasser, Milch, Kondensmilch oder Sahne auf.

## Variationen
Analog zum Mokka wird er meist entweder γλυκός glykos, deutsch ‚süß‘, μέτριος metrios, deutsch ‚mittel[-süß]‘ oder σκέτος sketos, deutsch ‚bloß‘, ohne Zucker, serviert. Er wird mit oder ohne Milch getrunken.
Beim Frappé me Gala ‚Frappé mit Milch‘, einer Variation des Café Frappé, wird Kondensmilch nach dem Aufschäumen des Kaffees beigemengt. Umgangssprachlich wird diese Variation auch Φραπόγαλο Frapogalo genannt.
In den Sommermonaten wird der Frappé gerne als Eiskaffee (Frappé Pagotó) mit einer Kugel Vanilleeis serviert. Kombinieren kann man den Frappé mit einem Schuss Kahlúa oder Baileys. Durch die griechische Begeisterung für kalten Kaffee wird nach dem Frappé und seinen italienischen Espresso- bzw. Cappuccino-Freddo-Varianten seit einiger Zeit auch der traditionelle griechische Mokka-Kaffee kalt serviert.

## Frappeschäumer
Zum Schäumen des Pulver-Wasser-Gemischs werden in Griechenland meist elektrische kabel- oder batteriegetriebene Frappeschäumer verwendet. Diese kann man über das Internet beziehen. Frappeschäumer besitzen eine gewellte hexagonale Schlagscheibe. Milchschäumer haben eine torusförmige Schlagspirale. Das Aufschäumen des Pulver-Wasser-Gemischs zu steifem Kaffeeschaum gelingt jedoch auch mit herkömmlichen Milchschäumern.

## Physik des Frappeschaums
Sprühgetrockneter Kaffee enthält fast kein Fett oder Öl (= flüssiges Fett), sondern nur feste Partikel aus Kaffeepulver, die Geruchs- und Geschmacksstoffe sowie Coffein enthalten. Im Vergleich zu auf heißluft- oder gefrier-getrocknetem Kaffee bildet sprüh-getrockneter Kaffee einen kolloidalen Schaum aus winzig kleinen Bläschen. Im physikalischen Sinn handelt es sich um ein stabiles Drei-Phasen-Kolloid aus festen Kaffeeteilchen, flüssigem Wasser und gasförmiger Luft. Dies ermöglicht die Bildung einer besonders dicken Schaumschicht auf dem Kaffee. Die Abwesenheit von Öl verhindert das schnelle Zusammenfallen der Bläschen, weshalb sich der Schaum des Frappé sehr viel länger hält als die Crema des Espressos.

## Vorgeschichte

### Lait frappé = Milchshake
Milchshakes bestehen aus Milch, Geschmacksträger/Fruchtpüree und Eiswürfeln, die durch Schütteln (englisch shake) miteinander vermischt werden. Solche Shakes kamen Ende des 19. Jahrhunderts auf. Die erste bekannte Erwähnung des Worts milk shake findet sich 1885 in einer englischsprachigen Zeitung. In den französischsprachigen Teilen Kanadas (Québec) und der Schweiz (Romandie) sowie in der Gegend um Boston wurden diese Milchshakes nicht milk shake, sondern lait frappé genannt, was die wortgetreue Übersetzung für geschüttelte Milch vom Englischen ins Französische darstellt. In der Schweiz werden noch heute Milchshakes jedwelcher Geschmacksrichtung «Frappés» genannt.

### Café frappé – Amerikanischer Stil
Ersetzt man nun im Milchshake die Milch durch Sahne und den Geschmacksträger durch Kaffee, erhält man Café frappé, was wörtlich geschüttelter Kaffee heißt. Die Beschreibung eines Rezepts für Café frappé findet sich im populären Hauswirtschaftsbuch Everyday Housekeeping: A Magazine for Practical Housekeepers and Mothers von Anna Barrows et al. aus dem Jahr 1897. Dort heißt es wörtlich: „Man brühe 1 Quart (=  0,9464 Liter) sehr starken schwarzen Kaffee, mische dies mit 1 Quart Sahne, und süße nach Geschmack. Frier dies wie gezeigt.“

### Café frappé Instant – Amerikanischer Stil
Löslicher Kaffee wurde erstmals in größerem Umfang ab 1910 von George Constant Louis Washington (1871–1946) unter dem Markennamen „G. Washington’s Coffee“ hergestellt, der auch im Ersten Weltkrieg die amerikanischen Truppen damit belieferte. Dies führte zu einer raschen Verbreitung von löslichem Kaffee in den USA. Frappé-spezifischer, nur zur Auflösung in Milch vorgesehener Instantkaffee kam erst nach dem Zweiten Weltkrieg auf dem Markt.
In den USA bezeichnet nur der Café frappé den Kaffee griechischen Ursprungs, das Wort frappé oder kurz frapp meist nur einen Milchshake.

## Die Erfindung des Café frappé
Die Erfindung des eigentlichen Café frappé geht auf das Jahr 1957 zurück. Auf der Internationalen Messe Thessaloniki stellte die lokale Vertriebsgesellschaft von Nestlé das Schokoladengetränk Nesquik vor, welches mittels eines Shakers zubereitet wurde. Nachdem der Vertriebsmitarbeiter Dimitrios Vakondios auf der Messe kein heißes Wasser für die Zubereitung seines Kaffees auftreiben konnte, entschied er sich einen Nescafé mit dem Shaker kalt zuzubereiten. Das Getränk wurde unter den Mitarbeitern der lokalen Vertriebsgesellschaft beliebt und wurde als sommerliches Produkt beworben.
Das Produkt Nescafé Frappé entstand ohne Initiative oder Rücksprache mit der Nestle Konzernzentrale in Vevey, wurde aber von dieser alsbald anerkannt und über Griechenland hinaus vermarktet. In Griechenland wirbt Nestlé mit der Angabe des Erfindungsjahrs 1957.
Wegen des mittlerweile teilweise hohen Anteils an Ölen in Löskaffee lässt sich ein Frappé nicht mehr mit gängigem Nescafé oder Instantkaffee im Allgemeinen erzielen, daher gibt es speziell auf den Café frappé abgestimmten Instantkaffee zu kaufen.

### Etymologie
Der Begriff entstammt dem französischen Verb frapper ‚schlagen‘ und ist dessen Participe passé Form. Café frappé bedeutet also nichts anderes als „geschüttelter Kaffee“. In frühen griechischen Nestlé-Werbungen empfahl man den Necafé Frappé mit einer Kugel Eis zu servieren, was als Hinweis gedeutet werden kann, man beabsichtigte mit der Namensgebung eine Assoziation zu französisch lait frappé, der französischen Bezeichnung für Milchshake. Das Wort frappé wurde als Lehnwort in der Form φραπέ frapé in die griechische Sprache aufgenommen.